# جورج تي وينستون
جورج تي وينستون (بالإنجليزية: George T. Winston)‏ هو مدرس أمريكي، ولد في 12 أكتوبر 1852 في وينزور في مقاطعة بيرتي، وتوفي في 26 أغسطس 1932 في درم في الولايات المتحدة بسبب ذات الرئة.